# Campanha de Derna (2014–2016)
A Campanha de Derna começa em outubro de 2014 quando o autodeclarado Estado Islâmico do Iraque e do Levante assumiu o controle de vários edifícios governamentais, veículos de segurança e pontos de referência locais na cidade costeira de Derna, no leste da Líbia. Embora alguns meios de comunicação tenham relatado que o controle era absoluto, grupos rivais como a Brigada dos Mártires de Abu Salim, afiliada à al-Qaeda, continuaram a controlar partes da cidade. Os confrontos eclodiram entre o Estado Islâmico e uma aliança de grupos islamitas em junho de 2015, com o Estado Islâmico recuando de Derna para os subúrbios periféricos no mês seguinte. No entanto, confrontos continuariam entre a aliança islamita e as forças do governo baseado em Tobruk.

## Contexto
A cidade de Derna é considerada a cidade muçulmana mais devota da Líbia e possui um longo histórico de radicalismo islâmico. Em 2007, as tropas estadunidenses no Iraque descobriram uma lista de combatentes estrangeiros para a insurgência iraquiana e dos 112 líbios da lista, 52 vieram de Derna. Derna contribuiu com mais combatentes per capita para a al-Qaeda no Iraque do que qualquer outra cidade do Oriente Médio e a cidade também tem sido uma importante fonte de combatentes para a Guerra Civil Síria e para a Guerra Civil Iraquiana, com 800 combatentes da Derna juntando-se ao Estado Islâmico.

## Eventos

### Estado Islâmico toma Derna
A 5 de outubro de 2014, as facções militantes islamitas juntaram-se e juraram fidelidade ao Estado Islâmico. Após a cerimônia de lealdade, mais de sessenta picapes ocupadas com combatentes circularam pela cidade em um desfile de vitória. Um segundo encontro mais formal ocorreu em 30 de outubro, quando os militantes se reuniram para jurar lealdade a Abu Bakr al-Baghdadi na praça da cidade, onde uma bomba artesanal foi detonada.

### Ataques aéreos líbios e incursão planejada
Em 12 de novembro de 2014, caças da Força Aérea Líbia realizaram ataques aéreos em Derna, possivelmente em retaliação aos carros-bomba, que explodiram em Bengazi, Tobruk e no Aeroporto de Labraq. Seis militantes do Estado Islâmico foram mortos e vinte militantes ficaram feridos. De acordo com a Human Rights Watch, alguns moradores fugiram da cidade com antecedência a uma incursão anunciada das Forças Armadas da Líbia contra Derna. A aprovação de uma incursão terrestre pelo Exército Nacional Líbio contra Derna foi dada em 6 de dezembro de 2014 e unidades do exército se deslocaram a poucos quilômetros de Derna, retomando o controle de aldeias e estradas que levam à cidade. A partir de dezembro de 2014, drones e aviões de vigilância eletrônica estadunidenses começaram a fazer "voos constantes" a partir de bases italianas sobre Derna.  Em 25 de março de 2015, o governo de Tobruk anunciou que estava lançando uma ofensiva contra Derna para expulsar o Estado Islâmico e outros grupos militantes da cidade.

### Ataques aéreos militares egípcios
Em 15 de fevereiro de 2015, o Estado Islâmico na Líbia divulgou um vídeo mostrando a decapitação de 21 cristãos coptas do Egito. Em poucas horas, a Força Aérea Egípcia respondeu com ataques aéreos contra locais de treinamento e estoques de armas do Estado Islâmico, matando cinquenta militantes em Derna. Aviões de guerra agindo sob ordens do governo "oficial" da Líbia também bombardearam Derna, supostamente em coordenação com os ataques aéreos do Egito. Um oficial líbio afirmou que mais ataques aéreos conjuntos seguiriam.

### Batalha de Derna (2015–2016)
Em março de 2015, o Exército Nacional Líbio, afiliado ao governo de Tobruk, começou a implementar um cerco à cidade de Derna, em preparação para uma futura ofensiva contra a cidade. No entanto, em maio de 2015, a operação havia sido interrompida devido as disputas entre comandantes e tribos filiadas.
O Conselho da Shura dos Mujahidins em Derna, uma organização guarda-chuva de facções islamitas adversárias do Estado Islâmico, lançou uma ofensiva sobre Derna contra o Estado Islâmico em junho de 2015, após seu envolvimento na morte de dois de seus líderes. Depois de dias de confrontos, conseguiram expulsar o Estado Islâmico de grande parte da cidade. Contudo, confrontos continuariam entre esta organização e as forças do governo baseada em Tobruk. Em julho de 2015, os últimos militantes do Estado Islâmico em Derna foram expulsos da cidade, retirando-se para al-Fatayeh, nos subúrbios, onde continuaram a confrontar o Conselho da Shura de Derna. Aproveitando-se do colapso do Estado Islâmico na cidade, o Conselho da Shura começou a impor seu próprio governo, enquanto as forças do Exército Nacional Líbio tentaram avançar na cidade. Após os contínuos confrontos, o Estado Islâmico recuou de al-Fatayeh e de posições nos arredores de Derna em abril de 2016, supostamente para o reduto do grupo em Sirte.

### Ataque aéreo dos Estados Unidos
Os Estados Unidos lançaram um ataque aéreo em Derna em 13 de novembro de 2015, visando o líder do Estado Islâmico na Líbia, Abu Nabil al-Anbari. Abu Nabil já havia liderado a al-Qaeda em operações no Iraque entre Fallujah e Ramadi de 2004 a 2010 antes de transferir-se para a Líbia. Foi a primeira ação militar contra o Estado Islâmico pelos Estados Unidos fora da Síria e do Iraque. O Libya Herald informou que Abu Nabil al-Anbari não foi morto no ataque aéreo, no entanto, um elogio a Abu Nabil al-Anbari foi publicado online por um membro do Estado Islâmico algumas semanas depois e uma entrevista com seu substituto foi publicada em uma revista do grupo em março de 2016.